# Pallone d'oro 1975
L’edizione 1975 del Pallone d'oro, 20ª edizione del premio calcistico istituito dalla rivista francese France Football, fu vinta dal sovietico Oleg Blochin (Dinamo Kiev).
I giurati che votarono furono 26, provenienti da Austria, Belgio, Bulgaria, Cecoslovacchia, Danimarca, Finlandia, Francia, Germania Est, Germania Ovest, Grecia, Inghilterra, Irlanda, Italia, Jugoslavia, Lussemburgo, Norvegia, Paesi Bassi, Polonia, Portogallo, Romania, Spagna, Svezia, Svizzera, Turchia, Ungheria e Unione Sovietica.

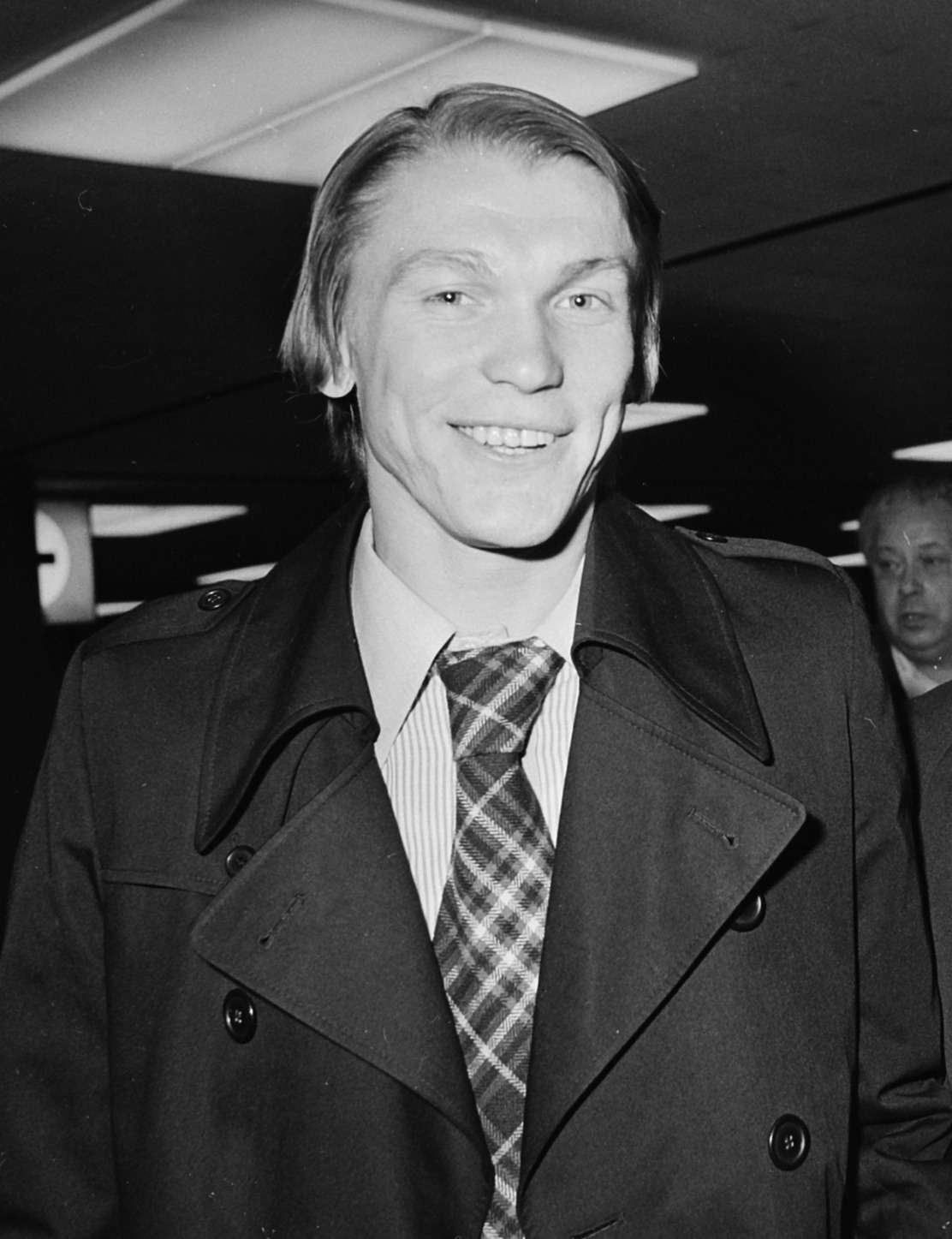
Oleg Blochin, vincitore del Pallone d'oro 1975.